# 顔面横動脈
顔面横動脈（がんめんおうどうみゃく）は、頭頸部の動脈の一つ。浅側頭動脈の枝。顔面を横切るように走行する。

## 走行
顔面横動脈は浅側頭動脈から（時に外頸動脈や内頸動脈から）別れ、耳下腺へと向かう。耳下腺を貫き、耳下腺管と頬骨弓下端の間で顔を横切り、多くの枝に分かれ、耳下腺、耳下腺管、咬筋、外皮に栄養を供給する。また、顔面動脈、咬筋動脈、頬動脈、眼窩下動脈と吻合する。
この血管は、咬筋の上にあり、顔面神経の枝一本ないし二本とともに走行する。

## 画像

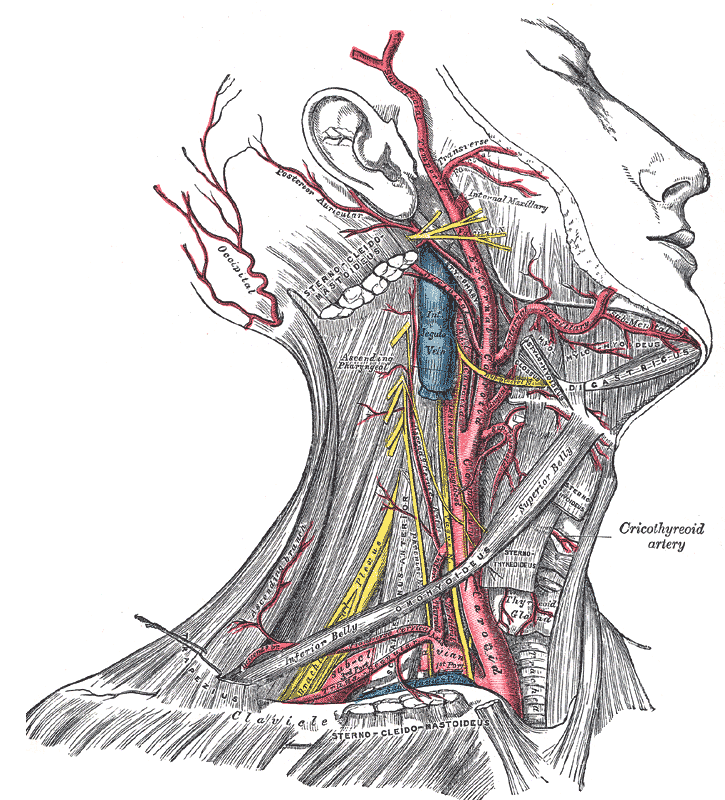